# Voo Força Aérea dos Estados Unidos 21
O voo Força Aérea dos Estados Unidos 21 foi um voo de Zagreb para Dubrovnik via Tuzla. O Boeing T-43 (versão modificada do Boeing 737-200) que operava este voo caiu em 3 de abril de 1996. Todos os 30 passageiros e cinco tripulantes morreram no acidente. Entre as vítimas estava Ron Brown, então Secretário do Comércio dos Estados Unidos.

## Investigação e causas do acidente

Mapa dos últimos quilômetros do voo IFO-21. A é o primeiro NDB. B é o segundo NDB. Este é o aeroporto de Dubrovnik. A ' é o caminho aproximado da aeronave. A ' é o caminho aproximado para o aeroporto.

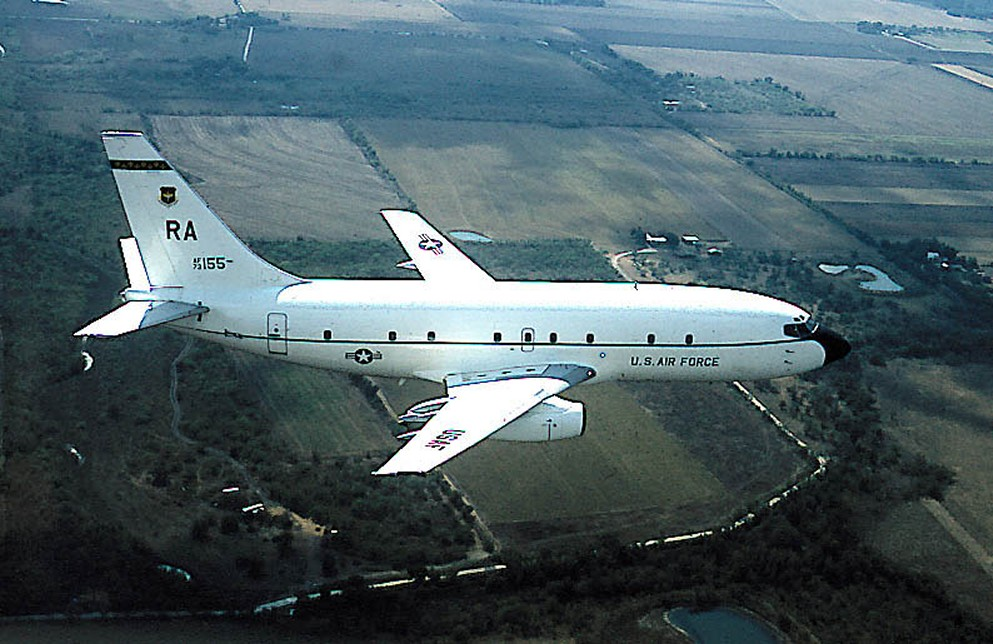
Um T-43 da Força Aérea dos Estados Unidos.

A aeronave desviou de sua trajetória durante a aproximação final, quando o tempo estava muito ruim. O aeroporto não estava equipado com balizas de pouso ILS ou radar de aproximação, mas apenas radiofaróis não direcionais (NDB). A aeronave estava equipada com um único localizador automático de direção (ADF) em vez de dois, e as cartas de aproximação não estavam dentro do padrão. Além disso, não havia caixas-pretas, o que dificultou a investigação.

## Mídia
O acidente foi o assunto de um episódio da série de televisão Mayday! Desastres Aéreos chamado “Sequência de Erro” (Temporada 4 – Episódio 8).